# Natació Sincronitzada als Jocs Europeus de 2015 – Solo
La prova de Solo de Natació Sincronitzada als Jocs Europeus de 2015 es va disputar entre el 14 i el 16 de juny al Bakú Aquatics Center.

## Resultats
| Posició | Nedadora              | País          | Tècnic  | Lliure  | Total    | Notes |
| ------- | --------------------- | ------------- | ------- | ------- | -------- | ----- |
| 1       | Anisiya Neborako      | Rússia        | 89.1333 | 80.9591 | 170.0924 | Q     |
| 2       | Berta Ferreras i Sanz | Catalunya     | 86.6333 | 76.0091 | 162.6424 | Q     |
| 3       | Anna-Maria Alexandri  | Àustria       | 84.2000 | 76.4000 | 160.6000 | Q     |
| 4       | Yelyzaveta Yakhno     | Ucraïna       | 86.1667 | 73.7545 | 159.9212 | Q     |
| 5       | Noemi Carrozza        | Itàlia        | 84.9333 | 74.5182 | 159.4515 | Q     |
| 6       | Inesse Guermoud       | França        | 82.7667 | 74.7364 | 157.5031 | Q     |
| 7       | Athanasia Tsola       | Grècia        | 81.3000 | 74.8727 | 156.1727 | Q     |
| 8       | Volha Taleiko         | Belarús       | 78.3000 | 72.9500 | 151.2500 | Q     |
| 9       | Lara Mechnig          | Eslovàquia    | 76.0333 | 73.4000 | 149.4333 | Q     |
| 10      | Nada Daabousova       | Liechtenstein | 74.7333 | 73.7182 | 148.4515 | Q     |
| 11      | Vivienne Koch         | Suïssa        | 77.4000 | 70.4864 | 147.8864 | Q     |
| 12      | Defne Bakırcı         | Turquia       | 75.7667 | 71.0182 | 146.7849 | Q     |
| 13      | Genevieve Randall     | Regne Unit    | 76.2333 | 70.0727 | 146.3060 |       |
| 14      | Michelle Zimmer       | Alemanya      | 73.7667 | 70.3364 | 144.1031 |       |
| 15      | Yekaterina Valiulina  | Azerbaidjan   | 72.3000 | 70.7000 | 143.0000 |       |
| 16      | Shelby Kasse          | Països Baixos | 74.5000 | 66.7955 | 141.2955 |       |
| 17      | Marie Vlasakova       | Txèquia       | 72.1333 | 67.5500 | 139.6833 |       |
| 18      | Gal Litman            | Israel        | 70.2667 | 68.4591 | 138.7258 |       |
| 19      | Swietlana Szczepanska | Polònia       | 68.5667 | 65.0909 | 133.6576 |       |
| 20      | Maria Kirkova         | Bulgària      | 66.6000 | 63.1864 | 129.7864 |       |
| 21      | Veronka Szabo         | Hongria       | 70.7000 | 51.2182 | 121.9182 |       |

### Final
| Posició | Nedadora              | País          | Tècnic  | Lliure  | Total    |
| ------- | --------------------- | ------------- | ------- | ------- | -------- |
| 1       | Anisiya Neborako      | Rússia        | 90.0333 | 80.9591 | 170.9924 |
| 2       | Berta Ferreras i Sanz | Catalunya     | 86.9667 | 76.0091 | 162.9758 |
| 3       | Anna-Maria Alexandri  | Àustria       | 86.0333 | 76.4000 | 162.4333 |
| 4       | Yelyzaveta Yakhno     | Ucraïna       | 85.9333 | 73.7545 | 159.6878 |
| 5       | Noemi Carrozza        | Itàlia        | 84.7000 | 74.5182 | 159.2182 |
| 6       | Athanasia Tsola       | Grècia        | 81.5333 | 74.8727 | 156.4060 |
| 7       | Inesse Guermoud       | França        | 81.5667 | 74.7364 | 156.3031 |
| 8       | Volha Taleiko         | Belarús       | 78.7667 | 72.9500 | 151.7167 |
| 9       | Nada Daabousova       | Liechtenstein | 76.6667 | 73.7182 | 150.3849 |
| 10      | Lara Mechnig          | Eslovàquia    | 76.7667 | 73.4000 | 150.1667 |
| 11      | Vivienne Koch         | Suïssa        | 79.0667 | 70.4864 | 149.5531 |
| 12      | Defne Bakırcı         | Turquia       | 76.3667 | 71.0182 | 147.3849 |